# Ezcaray
Ezcaray är en kommun i Spanien. Den ligger i den autonoma regionen La Rioja i norra delen av landet, 210 km nordost om huvudstaden Madrid. Antalet invånare är 2 098 (2024).